# Darßer Ort

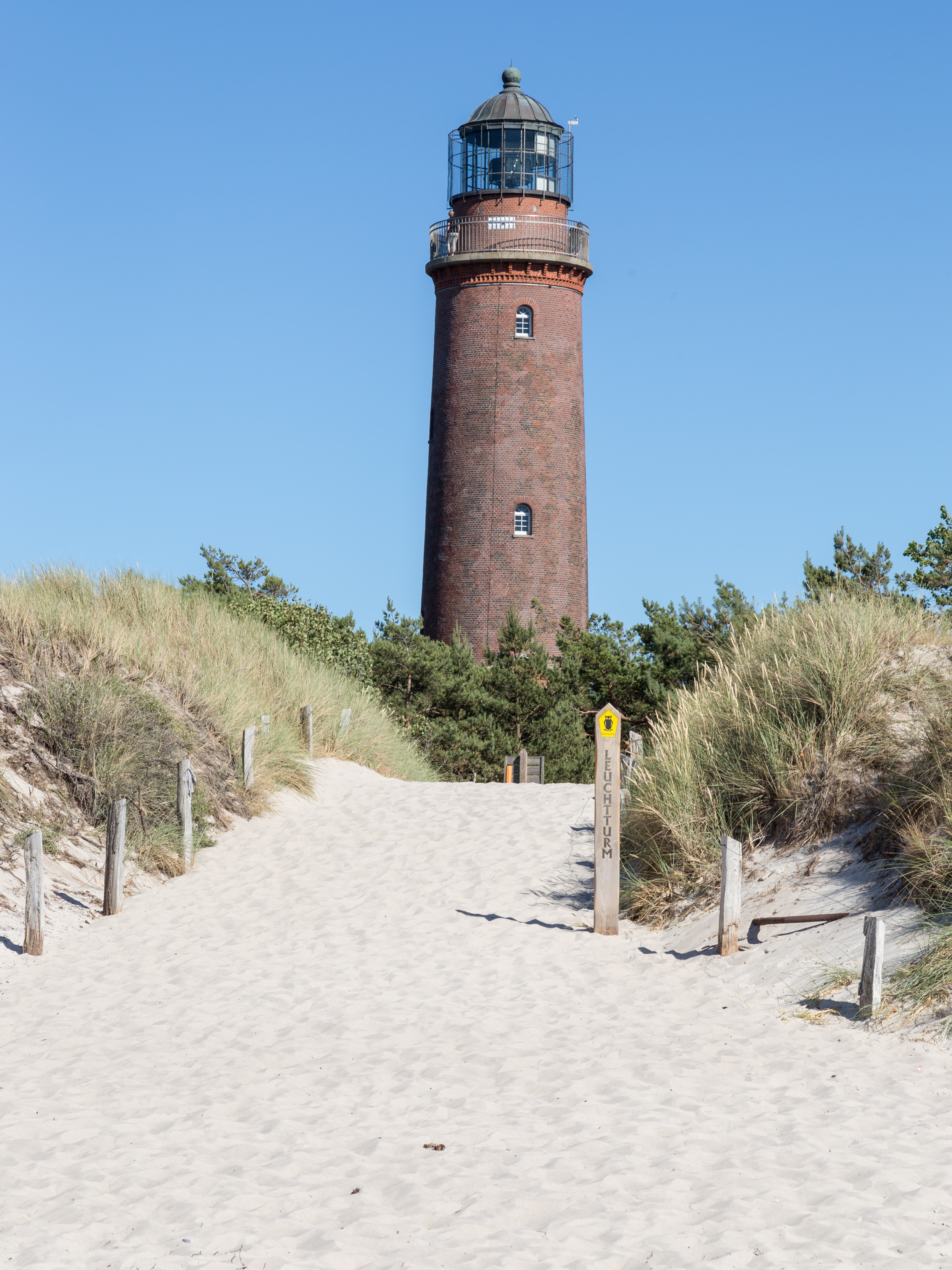
Leuchtturm am Darßer Ort

Der Darßer Ort bildet die nördlichste Landzunge der Halbinsel Darß an der Ostsee. Er liegt in Mecklenburg-Vorpommern, etwa sechs Kilometer nordwestlich des Ostseebades Prerow und elf Kilometer nordnordöstlich des Ostseebades Ahrenshoop. Administrativ gehört er zur Gemeinde Born a. Darß. Der Darßer Ort liegt im Nationalpark Vorpommersche Boddenlandschaft.

## Entstehung und Beschaffenheit

Küstenveränderung am Darßer Ort 1835–2007

Der Darßer Ort ist durch Sand- und Sedimentablagerungen entstanden. Diese wurden durch die hauptsächlich hier vorherrschende Westströmung an der Küste der Halbinsel Fischland in den letzten gut 250–300 Jahren abgetragen und haben sich am Darßer Ort wieder abgelagert, so dass sich hier, an der Darßer Schwelle eine kleine Nehrung bilden konnte. Diese Entwicklung ist nicht abgeschlossen. Auch heute kommt es am Darßer Ort zur Entstehung neuen Landes beziehungsweise der Abtrennung von Teilen der Ostsee, aktuell der Ottosee, Libbertsee und Fukareksee, und anschließender Verlandung.
Der Darßer Ort besteht im Norden fast nur aus Sandbänken und ist hier relativ flach. Weiter nach Süden schließen sich Dünengürtel an, die eine beträchtliche Höhe erreichen. Zwischen den Dünen befinden sich mehrere Senken, die entweder mittlerweile Moor- oder Sumpfgebiete beherbergen oder aber überwiegend mit flachen Brackwasserseen gefüllt sind.
Noch weiter südlich, ca. 6 Kilometer von der heutigen Küste entfernt, befindet sich im Darßwald die Abbruchkante der Moränenplatte des Altdarßes, die die ursprüngliche Küstenlinie darstellt. Nördlich sind dem Darßer Ort ausgedehnte Windwatt-Flächen und die sogenannte „Bernsteininsel“ (eine höhere Sandbank) vorgelagert.
Der Neudarß wurde 2006 in die Liste der 77 ausgezeichneten Nationalen Geotope aufgenommen.

## Tourismus
Das gesamte Gebiet des Darßer Ortes kann nur zu Fuß, mit dem Fahrrad oder mit einer Pferdekutsche ab Prerow erreicht werden. Autoverkehr ist nur in sehr begrenztem Maße der Nationalparkverwaltung vorbehalten. Touristische Ziele am Darßer Ort sind das Natureum, eine Außenstelle des Meeresmuseums Stralsund, und der 1847/1848 errichtete und 35 Meter hohe Leuchtturm, der zu bestimmten Zeiten bestiegen werden kann. Die sehenswerte Natur des relativ „jungen“ Landes und die fast unberührten Strände sind auf einem Rundweg zugänglich.

## Natur und Naturschutz
Das Gebiet um den Darßer Ort liegt in einem Naturschutzgebiet und gehört gleichzeitig zum Nationalpark Vorpommersche Boddenlandschaft. Aufgrund der seltenen Pflanzenarten und der hier zahlreich brütenden Seevögel gilt daher ein striktes Wegegebot; Exkursionen abseits der Wege bedürfen einer Ausnahmegenehmigung. Es halten sich hier mehrere Hirschrudel auf. Im Herbst kann am Darßer Ort die Brunft der Hirsche beobachtet werden.

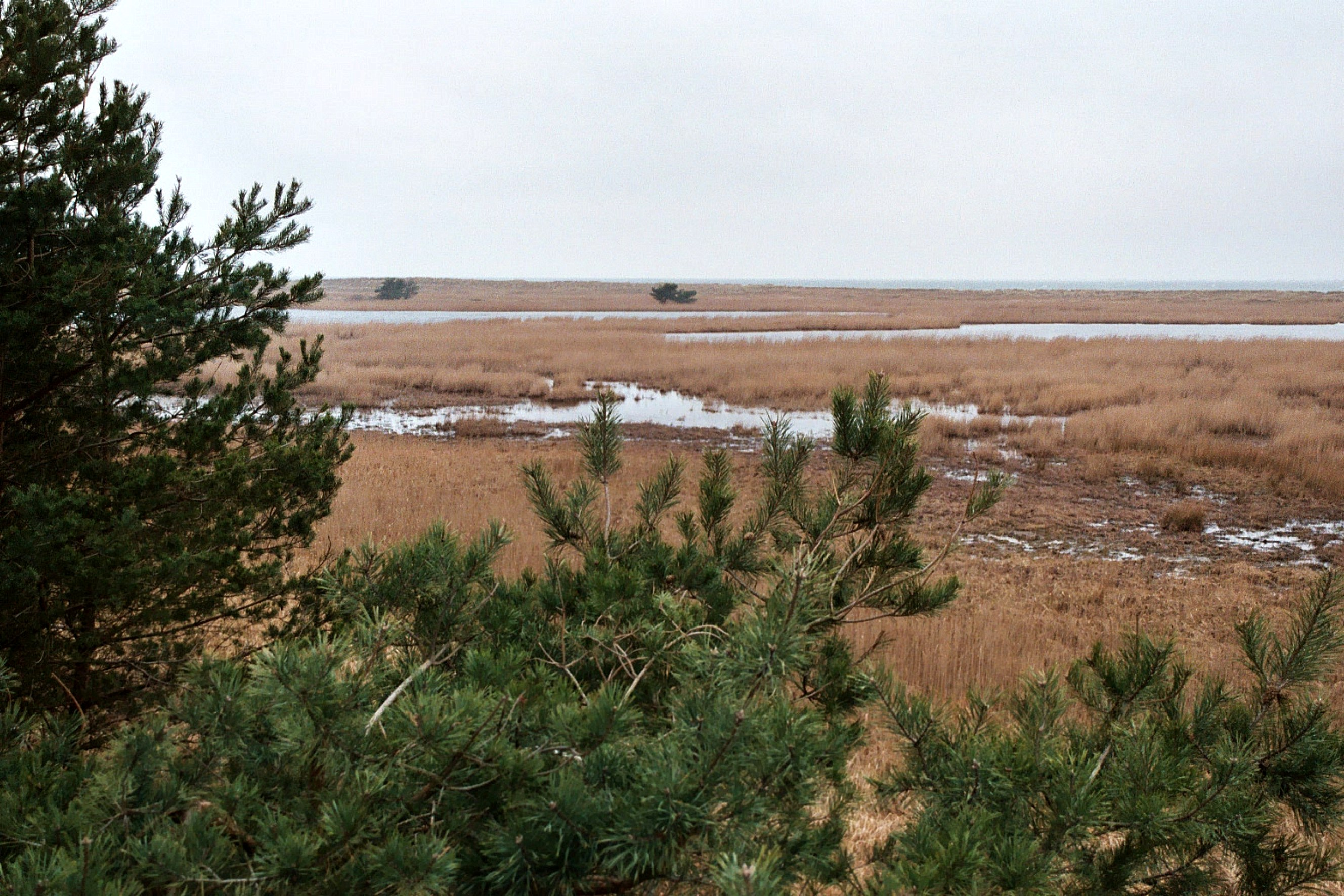
Naturlandschaft am Darßer Ort
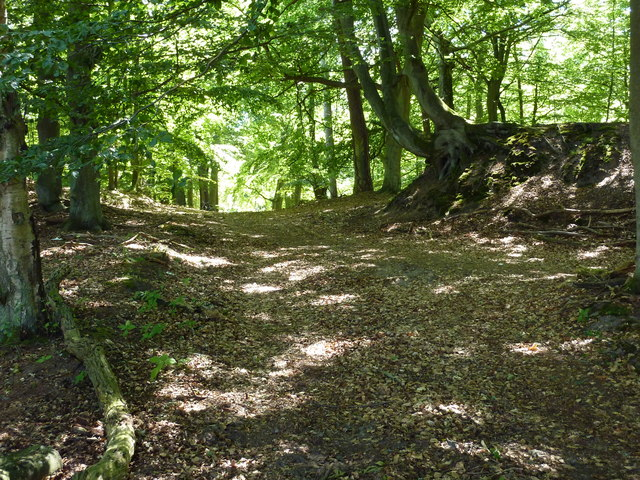
Weg über die ursprüngliche Küstenkante des Altdarßes, von der gegenwärtigen Küstenlinie ca. 6 km entfernt
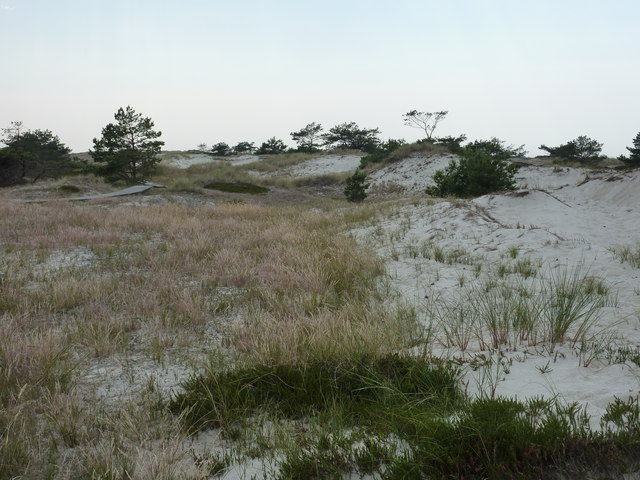
Dünenlandschaft
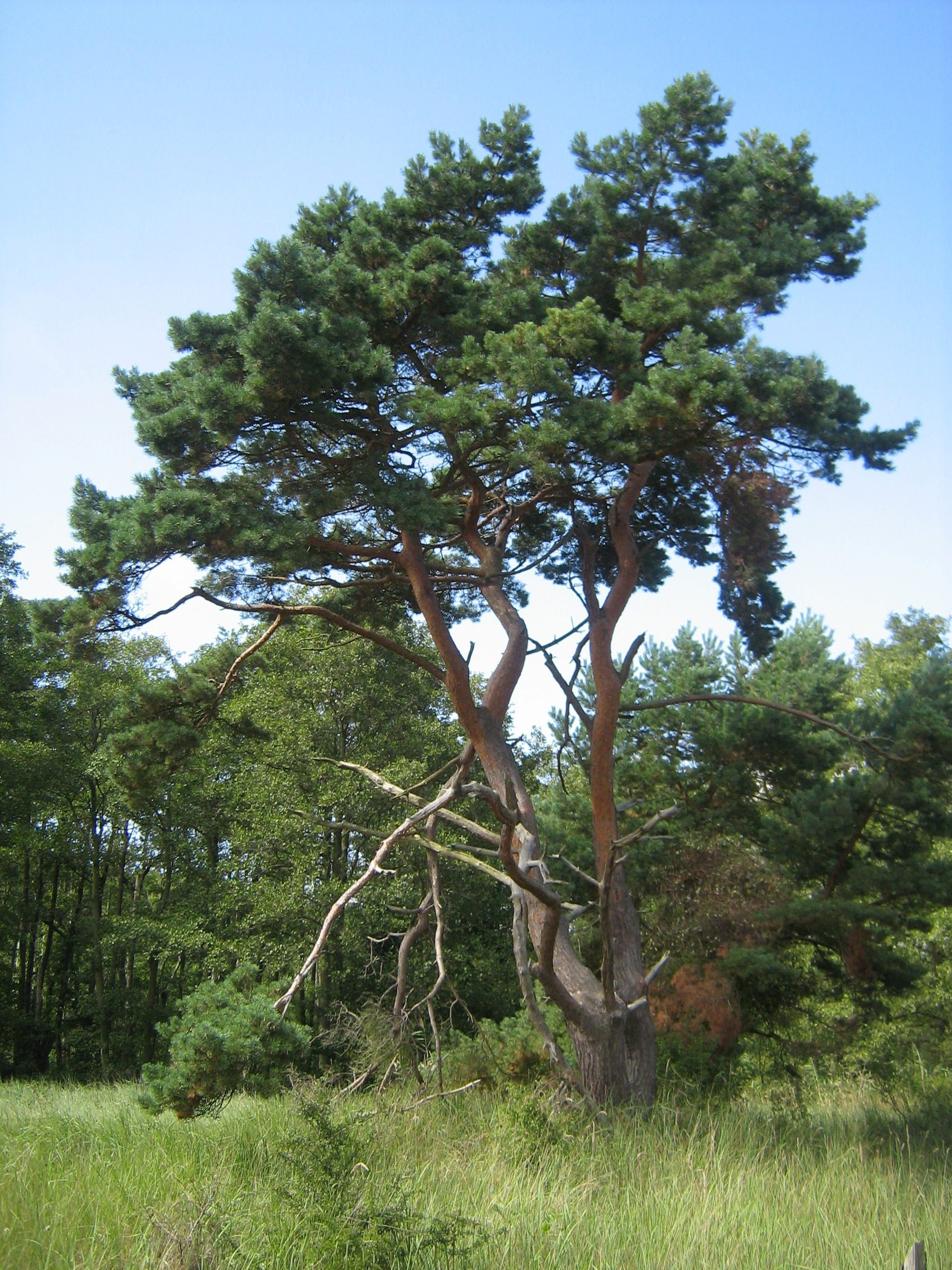
Kiefer
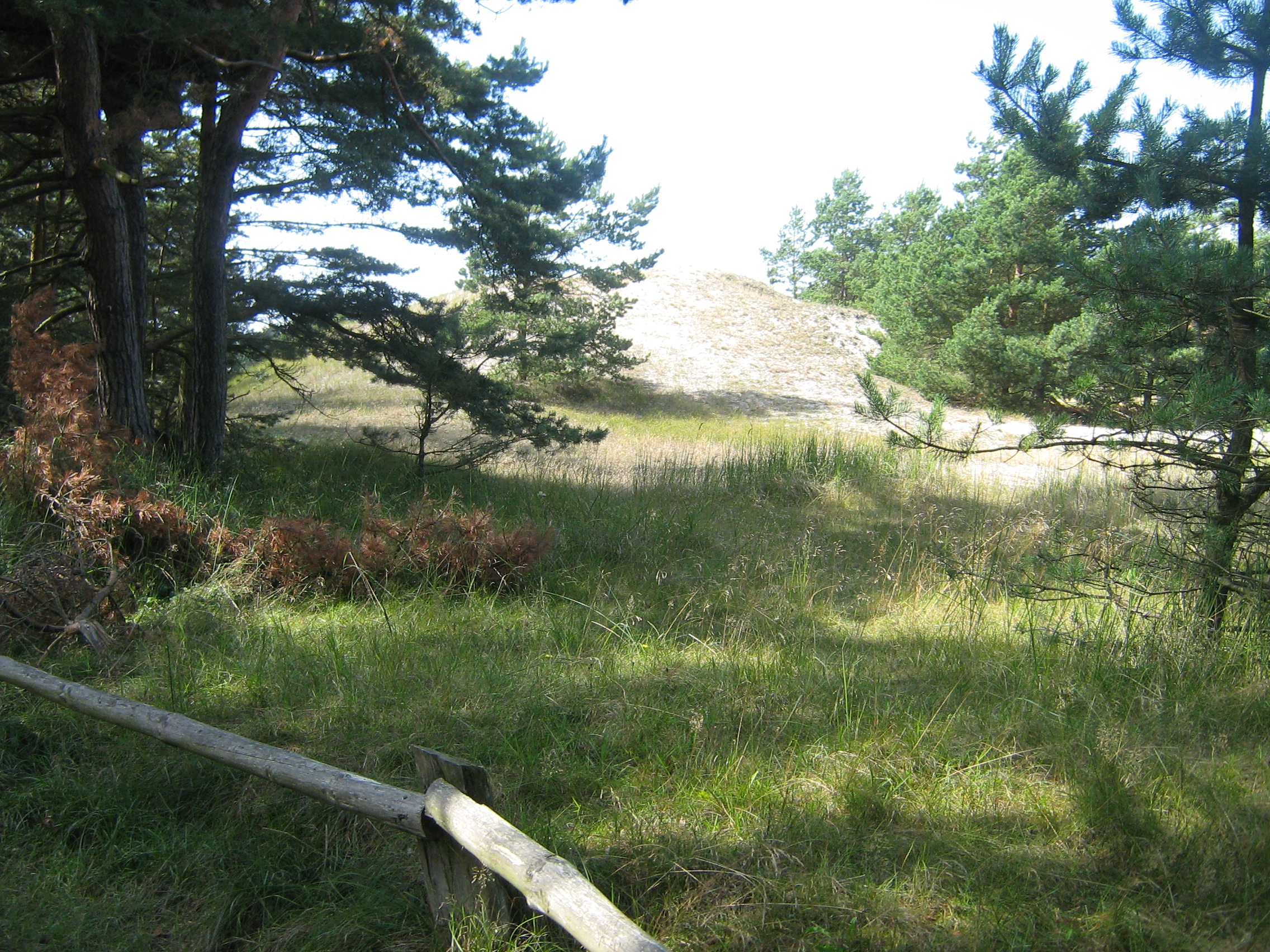
Dünenwald
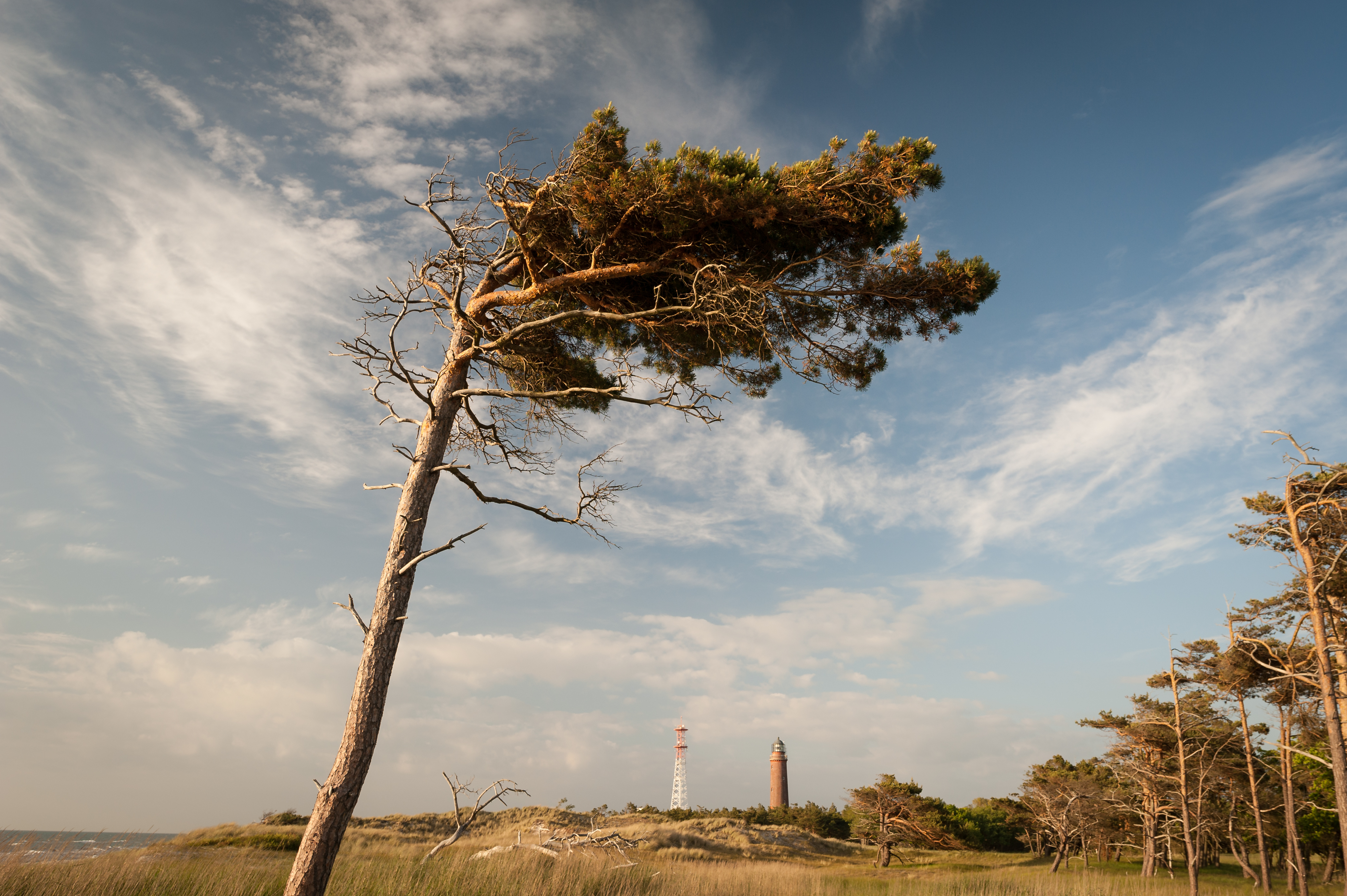
Leuchtturm und Marine-Funkturm

## Andere Nutzungen
1962 errichtete die Nationale Volksarmee der DDR am Darßer Ort einen Manöverhafen für die Volksmarine. Der gesamte Darßer Ort wurde zum Sperrgebiet erklärt und durfte nicht betreten werden. Heute liegt der Hafen innerhalb des Nationalparks Vorpommersche Boddenlandschaft und wurde als Nothafen zum 15. Oktober 2023 endgültig geschlossen.
Im Nothafen betrieb die Deutsche Gesellschaft zur Rettung Schiffbrüchiger bis 2024 eine Rettungsstation mit Seenotkreuzer, der jetzt an der verlängerten Seebrücke von Prerow liegt. Schon seit Mitte des 19. Jahrhunderts war die Gesellschaft hier präsent mit der Stationierung eines Ruderrettungsboots und Raketenapparats. Die Gerätschaften lagerten in dem ehemaligen und heute noch vorhandenen Rettungsschuppen neben dem Leuchtturm. 
Von 1972 bis 1990 bestanden im Sperrgebiet unterhalb des Leuchtturms zudem zwei kleine Ferienbungalow-Siedlungen des Ministeriums für Nationale Verteidigung der DDR sowie der 4. Flottille der NVA-Volksmarine. Deren Reste wurden 1993 von der Nationalparkverwaltung vollständig entfernt.

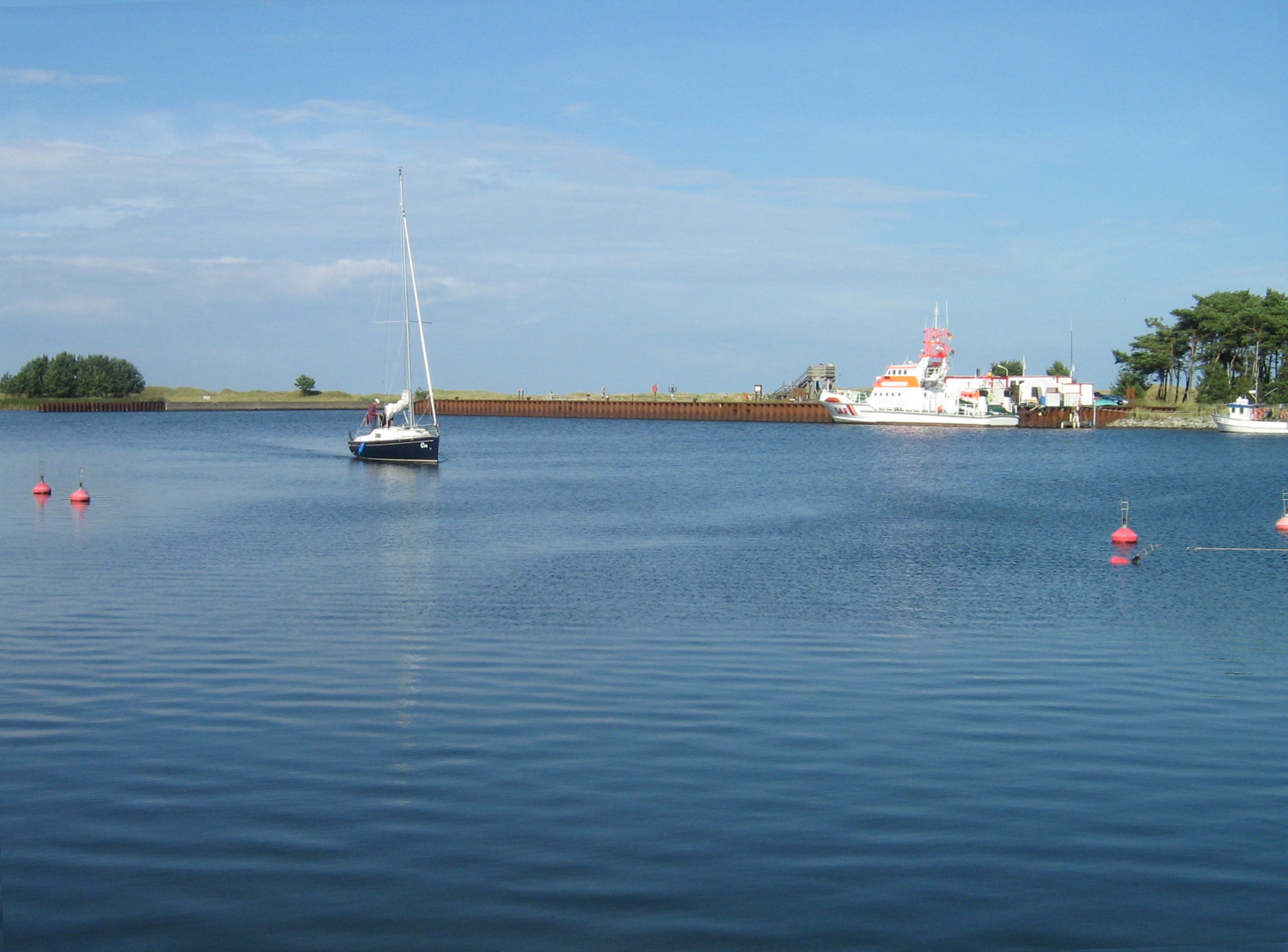
Nothafen am Darßer Ort, Situation im September 2006
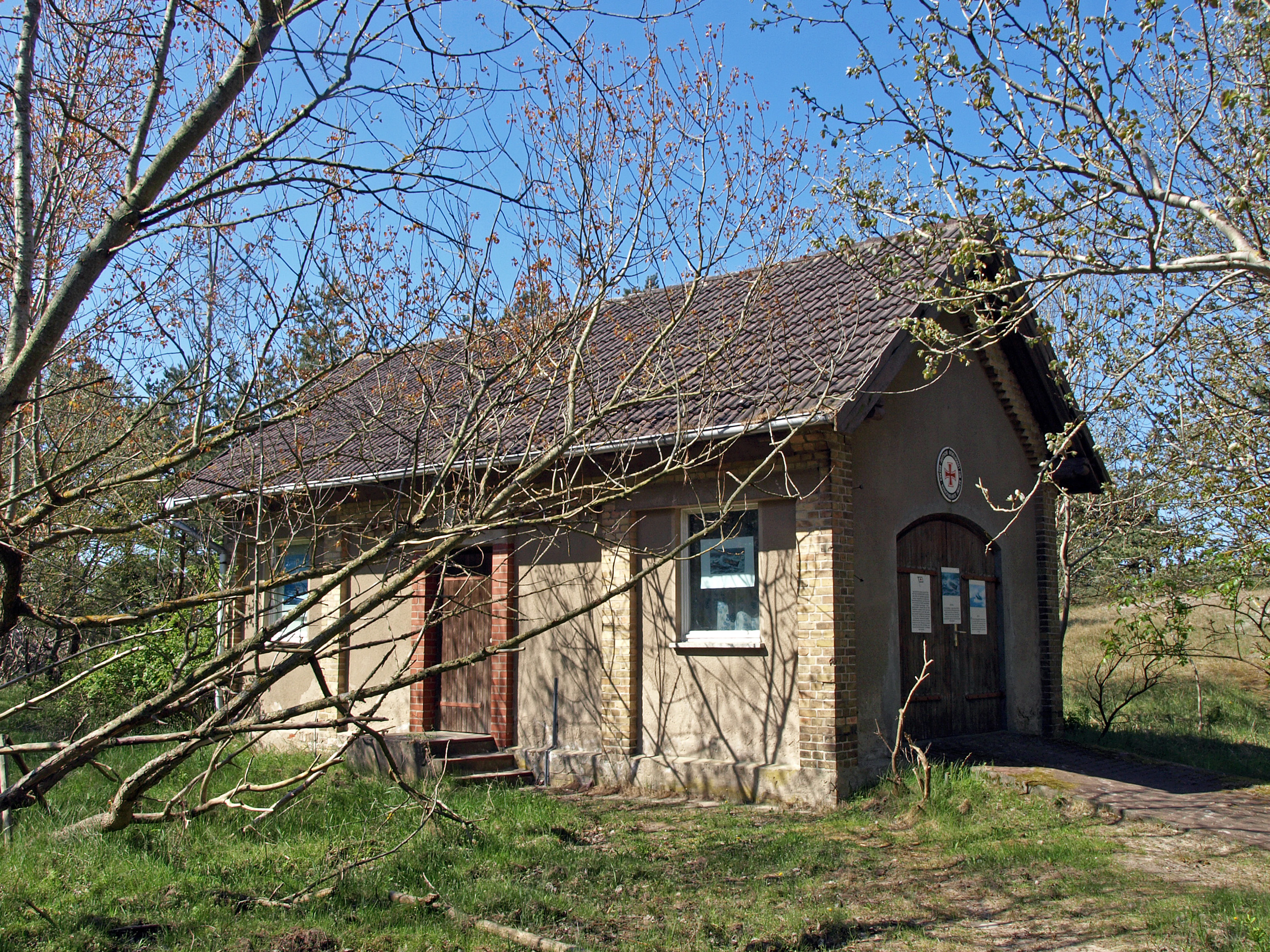
Alter Rettungsschuppen
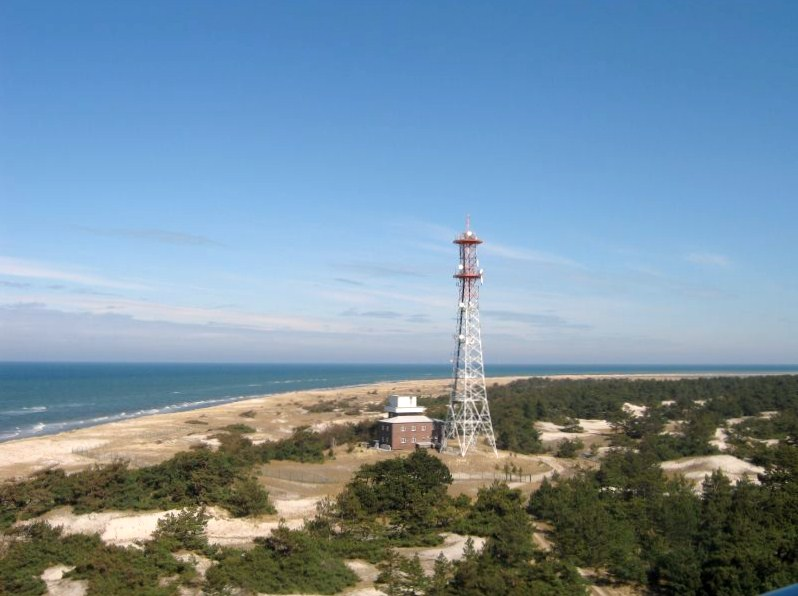
Nordspitze des Darß
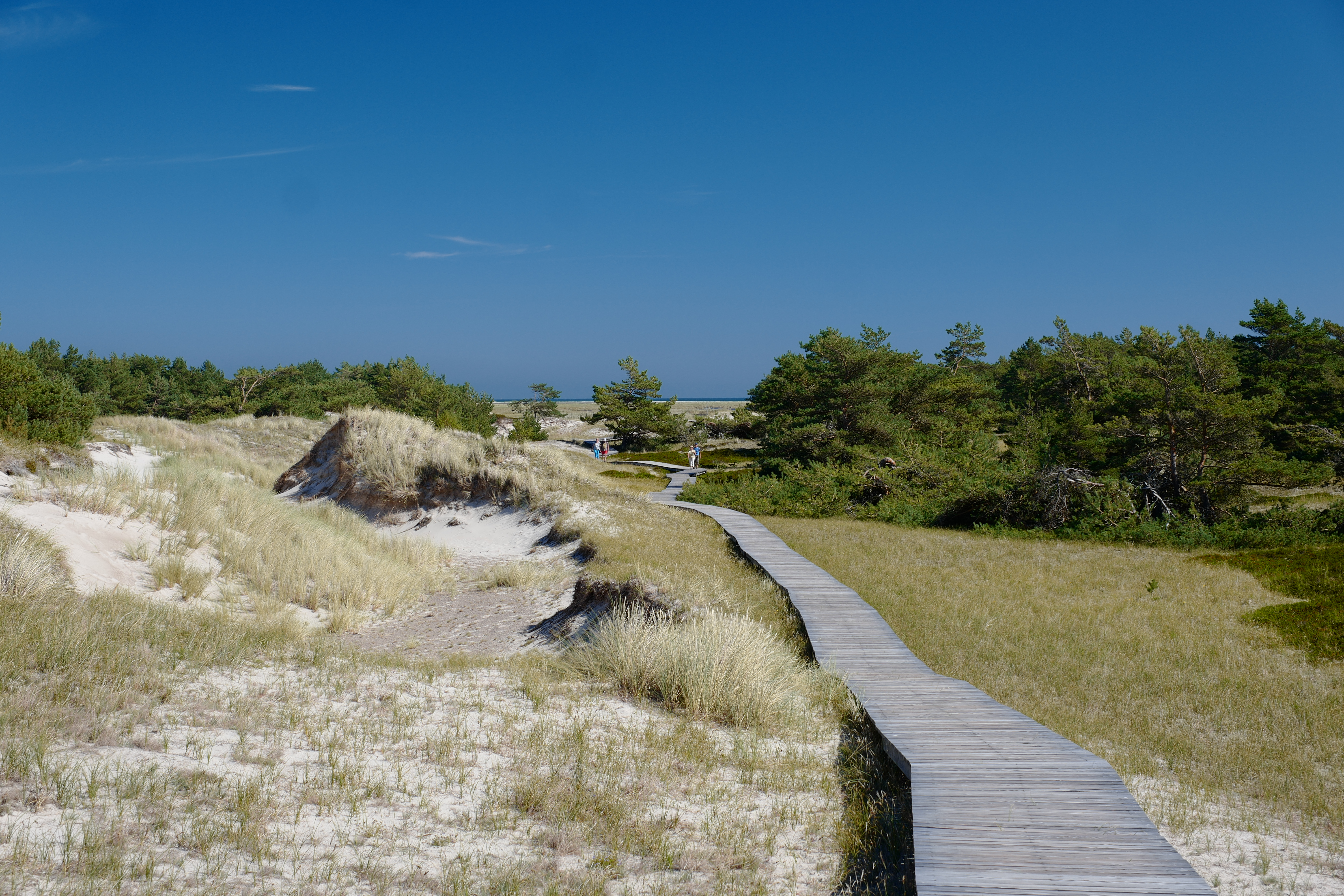
Wegbefestigung